# バイオマス活用推進基本法
バイオマス活用推進基本法（バイオマスかつようすいしんきほんほう、平成21年6月12日法律第52号）は、バイオ燃料の促進に関する日本の法律である。
議員立法で2009年6月に成立。バイオマスの活用の推進に関する基本理念に基づく政府の施策、バイオマス活用推進基本計画の策定や施行、バイオマス活用推進会議について規定している。

## 構成
- 第一章 総則（第一条 - 第十九条）
- 第二章 バイオマス活用推進基本計画等（第二十条・第二十一条）
- 第三章 基本的施策
  - 第一節 国の施策（第二十二条 - 第三十一条）
  - 第二節 地方公共団体の施策（第三十二条）
- 第四章 バイオマス活用推進会議（第三十三条）
- 附則